# Hannu Mäkelä (Leichtathlet)
Hannu Juhani Mäkelä (* 23. April 1949 in Heinola) ist ein ehemaliger finnischer Sprinter, der sich auf den 400-Meter-Lauf spezialisiert hatte.
Bei den Olympischen Spielen 1976 in Montreal wurde er Achter in der 4-mal-400-Meter-Staffel.
1977 wurde er über 400 m Finnischer Meister mit seiner persönlichen Bestzeit von 46,84 s und Hallenmeister.